# Romano Denneboom
Romano Denneboom (ur. 29 stycznia 1981 w Schiedam) – piłkarz holenderski grający na pozycji skrzydłowego.

## Kariera klubowa
Rodzice Dennbooma pochodzą z Surinamu, ale Romano urodził się już w Holandii, w miejscowości Schiedam. Jest wychowankiem małego klubu VV Spijkenisse, a pierwszym profesjonalnym klubem w karierze był SC Heerenveen. To w jego barwach Denneboom zadebiutował 6 lutego 1999 roku w Eredivisie, w przegranym 2:3 meczu z Willem II Tilburg. W Heerenveen przez pierwsze 3 sezony był jednak tylko rezerwowym zawodnikiem, a w linii ataku pewne miejsce mieli wtedy Jeffrey Talan, Radoslav Samardžić czy Henry Onwuzuruike. W 2000 roku Denneboom został z Heerenveen wicemistrzem Holandii, a jego udział w tym sukcesie to 17 meczów i 4 gole. W 2001 roku występował w Lidze Mistrzów, z której holenderski zespół odpadł już po pierwszej fazie grupowej. W sezonie 2002/2003 zdobył 10 goli w lidze będąc najskuteczniejszym graczem drużyny, a latem przeniósł się do Willem II. Tam spędził jednak tylko jeden sezon i do tego średnio udany. Zdobył 5 goli w lidze, a z zespołem z Tilburga zajął 7. miejsce. Od lata 2004 do lata 2007 Denneboom był zawodnikiem NEC Nijmegen, do którego przeszedł na zasadzie wolnego transferu. Co sezon był jednym z najskuteczniejszych zawodników w zespole, a w linii ataku grał m.in. z Polakiem Andrzejem Niedzielanem.
W 2007 roku Denneboom przeszedł do FC Twente, z którym w sezonie 2009/2010 był mistrzem Holandii (rozegrał jeden mecz). Na początku 2010 roku został wypożyczony do Sparty Rotterdam, a latem 2010 stał się wolnym zawodnikiem. W 2011 roku został piłkarzem Arminii Bielefeld. Później grał w amatorskich Harkemase Boys i FC Lienden.
| Sezon   | Klub              | Kraj     | Rozgrywki     | Mecze | Bramki |
| ------- | ----------------- | -------- | ------------- | ----- | ------ |
| 1998/99 | SC Heerenveen     | Holandia | Eredivisie    | 11    | 2      |
| 1999/00 | SC Heerenveen     | Holandia | Eredivisie    | 17    | 4      |
| 2000/01 | SC Heerenveen     | Holandia | Eredivisie    | 21    | 1      |
| 2001/02 | SC Heerenveen     | Holandia | Eredivisie    | 27    | 6      |
| 2002/03 | SC Heerenveen     | Holandia | Eredivisie    | 33    | 10     |
| 2003/04 | SC Heerenveen     | Holandia | Eredivisie    | 2     | 0      |
| 2003/04 | Willem II Tilburg | Holandia | Eredivisie    | 25    | 5      |
| 2004/05 | NEC Nijmegen      | Holandia | Eredivisie    | 32    | 7      |
| 2005/06 | NEC Nijmegen      | Holandia | Eredivisie    | 29    | 8      |
| 2006/07 | NEC Nijmegen      | Holandia | Eredivisie    | 33    | 9      |
| 2007/08 | FC Twente         | Holandia | Eredivisie    | 37    | 7      |
| 2008/09 | FC Twente         | Holandia | Eredivisie    | 24    | 3      |
| 2009/10 | FC Twente         | Holandia | Eredivisie    | 1     | 0      |
| 2009/10 | Sparta Rotterdam  | Holandia | Eredivisie    | 10    | 0      |
| 2010/11 | Arminia Bielefeld | Niemcy   | 2. Bundesliga | 8     | 0      |

## Kariera reprezentacyjna
W reprezentacji Holandii Denneboom zadebiutował 3 września 2004 w wygranym 3:0 meczu z Liechtensteinem. W pierwszej połowie nie spisał się udanie i po przerwie został zmieniony przez Dirka Kuijta. Był to jego jedyny mecz w kadrze prowadzonej przez Marco van Bastena.